# Économie du Belize
 (octobre 2022).
Si vous disposez d'ouvrages ou d'articles de référence ou si vous connaissez des sites web de qualité traitant du thème abordé ici, merci de compléter l'article en donnant les références utiles à sa vérifiabilité et en les liant à la section « Notes et références ».
 (octobre 2022).
L'économie du Belize dépend principalement des services, qui contribuent pour 60 % à son PIB, dont 16 % pour le tourisme. Le secteur primaire représente le second pôle économique : l'agriculture 9 %, la pêche 5 %. Le bois ne représente plus que 1 % du PIB, alors que Belize a été dépendante de la foresterie jusqu'au XXe siècle.
La plupart des revenus des familles bélizéennes proviennent des familles expatriées aux États-Unis et plus particulièrement basées en Nouvelle-Orléans, Miami ou encore New York.
C'est également un paradis fiscal pour casinos en ligne.

## Général
En 2021, le PIB atteint 5 266 euros par habitant, soit 2,11 milliards d'euros pour l'ensemble du pays, contre 1,82 milliard d'euros en 2020 en pleine pandémie de Covid-19.
Entre 2016 et 2020, le taux de chômage est passé de 6,6 à 10,8 %. Il est de 10,3 % en 2021.
Le taux d'inflation au Belize en 2021 est d'environ 3,24 % contre 2,55 % en moyenne au sein de l'UE.
Le revenu mensuel moyen en Belize est de 834 euros contre 2 988 euros bruts mensuels en France en 2016. La différence avec le salaire moyen français est de 63 %. En revanche, les prix des biens de consommation courante sont inférieurs de 28,5 % par rapport aux biens français. Cette différence ne compense pas l'écart de revenus et le coût de la vie reste plus élevé au Belize.

## Secteurs

### Agriculture
L'agriculture et l'agro-industrie font partie intégrante de l'économie du Belize et constituent la base du secteur productif, soutenant un grand nombre de travailleurs. Ce secteur contribue également à la sécurité alimentaire globale du pays car les fruits et légumes cultivés localement sont consommés dans le pays. Au plus fort de la pandémie de Covid-19, le gouvernement du Belize a encouragé le public à acheter des produits cultivés localement, ce qui a stimulé la croissance des aliments de base béliziens.
L'agriculture et l'agro-industrie prospèrent au Belize grâce à des précipitations importantes et à un climat subtropical relativement stable toute l'année. La production de sucre, d'agrumes et de bananes domine le secteur aux côtés de petites quantités de produits non traditionnels tels que le cacao, le maïs, les sauces au piment fort, les confitures transformées, les gelées, les extraits et les pâtes. Ainsi, l'estimation de la production de canne à sucre pour la période 2021-2022 est de 1 355 324 tonnes de canne à sucre, soit une augmentation de 157 324 tonnes par rapport à la production de l'année précédente. Le pays est fortement tributaire de ce produit qui représente 30% de la valeur des exportations : l'industrie sucrière est le principal moyen de subsistance socio-économique du nord du Belize, est une importante source de devises étrangères et contribue à 15 % des emplois directs et indirects. Outre la canne à sucre, le pays a produit en 2018 100 000 tonnes d'orange, 80 000 tonnes de banane, 77 000 tonnes de maïs, en plus de petites productions d'autres produits agricoles tels que papaye, riz et soja. Les plantations bananières sont le premier employeur du pays.
Néanmoins, la prévention des maladies et l'atténuation des catastrophes naturelles sont les principales préoccupations du Belize. Les industries de l'élevage des agrumes et des crevettes continuent de lutter contre la maladie. L'industrie des agrumes connaît une baisse de la production due à la maladie du verdissement des agrumes (Huanglongbing), tandis que l'élevage de crevettes se remet lentement d'une maladie bactérienne qui avait bloqué la production depuis 2015.

### Tourisme
Peu à peu, l'économie du pays s'est diversifiée vers le tourisme, qui est devenu la première activité du pays. Une heureuse combinaison d'éléments naturels - le climat, la barrière de corail (plus longue barrière de corail de l'hémisphère Nord), 127 îles, des eaux poissonneuses et sûres pour la plongée sous-marine ou le snorkeling, de nombreuses rivières pour le rafting, des jungles pour la randonnée ou le safari photo, des ruines Maya- conforte l'industrie du tourisme et de l'écotourisme.
En 2007, 251 655 touristes (dont plus de 210 000 Nord-Américains) ont dépensé environ 221 millions de dollars. Dans les années 2010, le Belize devient en effet une destination de choix pour les touristes et les retraités américains, qui représentent environ 70% du nombre total de touristes.
Le secteur est revenu à des niveaux proches de ceux d'avant la pandémie de Covid-19 et il est un contributeur majeur au produit intérieur brut ainsi qu'une source importante de devises. Ainsi, en 2018, le Belize génère environ 412,36 millions d'euros dans le secteur du tourisme, soit presque 20 % de son produit intérieur brut. En 2020, le pays accueille 487 000 touristes.

### Energie
Les gisements de pétrole découverts en 2005 sont exploités depuis 2006. La production pétrolière est estimée à 2000 barils par jour en 2018. L'économie du pays s'est diversifiée grâce à l'extraction pétrolière qui représente 21 % des exportations en 2019. Cependant, le pays importe la majeure partie de son énergie, essentiellement des États-Unis et du Mexique.
En outre, au cours des années 2000 et 2010, le Belize investit dans l'énergie produite localement pour renforcer et stabiliser son secteur énergétique. Le pays élabore des politiques de projets d'énergie durable, qui vont de l'expansion de l'énergie de la biomasse aux systèmes d'alimentation solaire distribués. Les investissements dans l'hydroélectricité et, plus récemment, dans la biomasse, le solaire et le gaz de pétrole liquéfié (GPL) sont motivés par un accent accru sur la sécurité énergétique.
En revanche, le Belize reste un importateur net d'électricité du Mexique, ce qui rend les importations d'énergie coûteuses et imprévisibles. Des parties importantes du Belize ne sont pas connectées au réseau national, y compris des lieux touristiques. Ces entreprises dépendent fortement des sources d'énergie alternatives, telles que l'hydroélectricité et le solaire, pour compléter le carburant importé.

### Technologies de l'information et de la communication

#### Compagniesoffshore: historique
En 1990, le pays vote la loi International Business Companies (IBC) Act d'après le modèle des Îles Vierges britanniques. En moins de dix ans, Belize enregistre plus de 15 000 IBC. La législation bélizéenne pour ces compagnies est considérée, d'un point de vue international, comme la plus moderne et la plus pratique. Une IBC bélizéenne est une entité idéale pour les transactions financières internationales et permet aux investisseurs de s'engager dans un vaste champ d'activités depuis la protection du capital jusqu'aux comptes bancaires, le courtage, la possession de bateaux, le commissionnement et autres transactions commerciales.
Les autres avantages sont un enregistrement et une déclaration facilités (dans des circonstances normales, une IBC peut être créée en deux jours ouvrés) ; la confidentialité (le registre d'inscription des entreprises ne comporte aucun nom ou identité d'aucun actionnaire ou gérant et ces noms ou identités n'apparaissent dans aucun document public) ; une flexibilité de la structure de la compagnie :
- Pas d'obligation de secrétariat ;
- Un seul gérant ou actionnaire requis pour la création ;
- L'actionnaire et le gérant peut être une seule et même personne ;
- L'actionnaire ou le gérant peut être une personne physique ou morale ;
- Pas d'obligation à employer un actionnaire ou un directeur local.

Enfin, concernant la taxation, d'après la loi IBC Act de 1990, les compagnies off-shore sont exemptées de toutes taxes sur les profits.

#### Externalisation
L'externalisation offshore, l'un des principaux sous-secteurs du secteur des technologies de l'information et de la communication, présente d'importantes opportunités de croissance, notamment dans les centres de service client offshore, les services de gestion de logiciels en ligne, l'externalisation des technologies de l'information ou encore l'externalisation des processus juridiques. La main-d'œuvre du Belize est en grande partie bilingue en anglais et en espagnol en raison de sa situation géographique unique à cheval sur l'Amérique centrale et les Caraïbes. Cela fournit un large bassin à partir duquel recruter de la main-d'œuvre qualifiée dans le secteur. La proximité des États-Unis et un fuseau horaire similaire font également du Belize une destination attrayante pour l'externalisation offshore.
Les principaux sous-secteurs de l'externalisation à l'étranger du Belize sont liés aux services informatiques et à l'externalisation des technologies de l'information, y compris les systèmes informatiques, le matériel informatique, les logiciels, la cybersécurité, ainsi que les services commerciaux et professionnels connexes, tels que la comptabilité, le marketing ou les services de relations publiques.

## Système financier et bancaire
La monnaie locale est le dollar bélizien qui est lié au dollar américain avec un taux de change fixe de 2,00 $ BZ pour 1,00 $ US. Les devises du Belize et des États-Unis sont acceptées dans tout le pays. Les chèques de voyage et les cartes de crédit sont également largement acceptés.
Des cinq banques commerciales, la plus grande et la plus ancienne est Belize Bank. Les quatre autres sont : The Alliance Bank of Belize, Atlantic Bank, First Caribbean International Bank (anciennement Barclays Bank), et Scotia bank of Belize. Actuellement, il existe plus de cinq banques offshore au Belize, les trois plus grandes étant Atlantic International Bank, Belize Bank International et Provident Bank & Trust of Belize, qui sont situées à Belize City. Les banques locales et offshore sont réglementées par la Banque centrale du pays.

## Infrastructures

### Marine marchande
Le Belize fait partie des pavillons de complaisance. Les 178 navires battant son pavillon appartiennent aux pays suivants : Australie 1, Chine 71, Croatie 2, Chypre 1, Estonie 6, Grèce 1, Islande 2, Italie 3, Japon 8, Corée du Sud 1, Lettonie 12, Norvège 3, Pérou 1, Russie 31, Singapour 2, Espagne 1, Turquie 15, Ukraine 7, Émirats arabes unis 5, Royaume-Uni 5 (2008).

### Télécommunications
Le Belize comprend 33 900 lignes fixes et 118 300 abonnés au téléphone mobile en 2007.